# Cirit
Cirit (çavgan,jereed,gökboru) este un sport tradițional ecvestru care a apărut în Turcia în secolul al XI-lea. Este un sport care cere anumite competențe, uneori transmise din tată în fiu care implică două echipe și care constă în cumularea de puncte prin lovirea adversarului cu un băț din lemn.

## Istoric
Când turcii au pornit spre vest de pe teritoriile lor din Asia Centrală în secolul XI au pătruns în Anatolia călare,teritoriu pe care Nâzım Hikmet l-a descris ca „pătrunzând precum capul unei iepe în Marea Mediterană”. Caii, sacri și indispensabili, au jucat un rol important în viața popoarelor turcești din stepele Asiei Centrale. Aceștia au adus cu ei nu doar caii, ci și foarte multe aspecte ale culturii acestora,cum ar fi sportul ecvestru cunoscut sub numele de cirit sau jereed. 
Ciritul a fost introdus în Anatolia pentru prima dată în anul 1071 de către conducătorul selgiucid Alp Arslan (1063-1072). Considerat de otomani în secolul XVI un joc de război, ciritul a ajuns să fie practicat trei secole mai târziu  doar ca mijloc de divertisment în timpul sărbătorilor, festivităților sau chiar în timpul nunților.
Ciritul s-a răspândit în Imperiul Otoman începând cu secolul XVI,devenind unul dintre cele mai practicate sporturi marțiale. Pe timp de pace era folosit pentru a îmbunătăți atât atacul cât și apărarea cavaleriei, iar în timpul campaniilor pentru a spori entuziasmul pentru luptă. Printre cei care au practicat ciritul se numără și unii sultani, precum Bayezid Yıldırım (n.cca 1354,d.1403). Din joc nu lipseau însă nici accidentările sau chiar moartea, fapt ce a dus la interzicerea acestui sport de către Mahmud II (1785-1839) după ce a dizolvat corpul ienicerilor. 
În ultimii 10-25 ani, ciritul nu s-a mai practicat la fel de mult ca înainte, el limitându-se la estul Anatoliei, în provincii ca: Erzurum, Artvin, Kars, Bayburt, Diyarbakır, Konya. Astăzi, în afară de Turcia, ciritul se mai practică și în Iran, Afganistan sau Turkmenistan.

## Reguli de joc
În timpul erei otomane atât nobilimea cât și oamenii de rând iubeau sporturile tradiționale ca luptele, luptele în ulei, ridicarea greutăților, cursele de cai și alte activități. De altfel, Turcia e una din puținele țări din lume care are un articol legat de sport în Constituție. Articolul 59 din Constituție spune: „Statul ia măsuri pentru dezvoltarea fizică și sănătatea mentală a cetățenilor turci de toate vârstele și încurajează răspândirea sportului în rândul maselor. Statul susține atleții de succes”. Un alt sport tradițional preferat al turcilor este ciritul. Ciritul implică două echipe călare formate din 6 sau 8 până la 12 jucători înarmate fiecare cu un băț confecționat din curmal, plop sau stejar, având o lungime de 70–100 cm, 2–3 cm în diametru și vârful bont. Inițial aceste bețe erau mai grele și mai groase, dar pentru a reduce riscul accidentărilor participanții au preferat ca acestea să fie confecționate din lemn de plop care, uscate ulterior deveneau mai ușoare. Fiecare echipă are steagul ei, iar caii pe care concurenții îi călăresc sunt special antrenați. Aceștia trebuie să aibă mai mult de patru ani, fiind de preferat caii de înălțime medie pentru că cei înalți nu sunt ușor de manevrat, prin urmare cei mai potriviți  sunt caii arabi sau cei turcești.
Jocul are două reprize a câte 45 de minute. Cel care dă semnalul începerii jocului este çavușul, care, înainte de joc prezintă folosind cuvinte de laudă jucătorii care se salută reciproc la mijlocul terenului, după care urmează o paradă cu steagurile fiecărei echipe pe ritmuri de muzică. În mod tradițional, cel mai tânăr membru deschide jocul îndreptându-se către echipa opusă. Când se află în raza de acțiune aruncă bățul către adversari,iar când întoarce calul pentru a se alătura colegilor cel din echipa adversă îl urmărește și încearcă să-l lovească cu propriul băț. Cheia jocului constă în încercarea de a-ți lovi adversarul cu bățul în timp ce eviți să nu fii lovit la rândul tău. Lovirea calului și nu a adversarului este împotriva regulamentului și este și un semn al lipsei de experiență, cel în cauză fiind eliminat din joc. 
Fiecare lovitură îi oferă jucătorului un punct. Arbitrii, foști jucători de cirit, numără loviturile, iar la final anunță echipa câștigătoare. Dacă un jucător moare în timpul partidei se consideră că și-a pierdut viața în luptă ca un martir, iar familia acestuia nu face nicio acuzație la adresa celui care i-a provocat moartea, dar instanța de judecată poate cerceta cazul.

## Terminologie
Termeni folosiți în jocul cirit :
- Değnek, Diğnek sau Deynek - alte denumiri din zone diferite pentru cirit;
- Meydan - terenul pe care se joacă ciritul;
- Cirit havası - muzica din timpul și de la sfârșitul jocului;
- At oynatma havası - un tip special de muzică înainte de începerea jocului, cu un ritm particular pentru a       face caii să meargă la trap;
- Aheste - mersul încet al calului cu presiunea pe șolduri;
- Dörtnal(4 potcoave)- galop, viteza maximă a calului;
- Adeta - mersul normal al calului;
- At bașı - când doi cai merg foarte aproape unul de celălalt;
- At cambazi - jucătorul care face manevre spectaculoase, care face spectacol prin dovedirea aptitudinilor în călărirea calului;
- Alan - terenul pe care se joacă ciritul;
- Șehit(martir)- denumire dată celor care mor în timpul jocului;
- Acemi - cel care nu se pricepe foarte bine, care lovește calul adversarului și nu pe adversar.[14]